# 地龍經
地龙经，山東拳術，為中國武術流派之一，2013年成為山東省級非物質文化遺產。

## 源流
地龍經是明朝永樂年間，一名武當派道人琅琊看見蚯蚓跟螳螂缠鬥，並打退螳螂的動作，從中發想創出的拳法，因蚯蚓在中藥中又名地龍，故名為地龍經，後在清朝雍正年間由陆一刀傳自平度县一帶，高密人张乔又在平度县訪友時，向當地人學得此拳術，後來地龍經主要就在高密流傳。

## 介紹
地龙经拳又称地功拳，源于武当山武当派，強調剪、打、摔、拿中鍛鍊技击，招式以假乱真，施展時高低错落、氣勢強猛。
地龙经拳通过腿脚功夫來發揮擒拿，招式以腿法为主，掌法为辅，打法偏向怪异一路，专攻人的下盘，對打實戰偏向敗中取勝，代表性招式有“下风剪”“中风剪”“上风剪”，現仍存有24路套路，分成基本功、站步换气法、二十四路拳法三大部份，器械套路則有十二路刀法跟六路枪法。

## 來源
1. 1 2  .   [2023-01-28]. （原始内容存档于2023-01-28）.
2. ↑  .   [2023-01-28]. （原始内容存档于2023-01-28）.